# Two hundred and forty one mondays
『two hundred and forty one mondays』（ツー・ハンドレッド・アンド・フォーティ・ワン・マンデーズ）は、perfect piano lessonの1枚目のシングル。2005年12月8日、under_barから完全生産限定盤として発売された。

## 解説
バンドにとってのデビューシングル。ジャケットのイラストはボーカルの白根によるもの。
帯にはNATSUMENのAineから「サプライズ三兄弟!!!」とのコメントが掲載された。

## 収録曲
全作曲・編曲：perfect piano lesson
1. two hundred and forty one mondays - 4:26
1stアルバムmodernize.収録。アルバム版とはアレンジが異なる。
ライブでは終盤で披露される事が多い。
2. TABLE DISCO - 4:41
こちらも1stアルバムに収録された。同じくアレンジが異なる。
3. plastic london - 3:55